# Йоаким Мустрев
Йоаким Н. Мустрев е български духовник и общественик, председател на Македоно-одринската българска народна организация в Чикаго и свещеник, а по-късно и протойерей в българската  църква в Цариград.

## Биография
Роден е през 1880 година в Охрид, тогава в Османската империя. Става свещеник и взема участие в националноосвободителните борби в Македония. Развива и просветна дейност, като дълги години е учител в Охридското трикласно училище.
Заминава за САЩ, където се установява в Чикаго. Включва се активно в обществената дейност на македонските българи в региона. Един от организаторите на траурно шествие в 1907 година в Чикаго след смъртта на Борис Сарафов и Иван Гарванов. След панихидата участва в събрание, на което е решено организирането на македонските българи в Америка в Македоно-одринска българска народна организация. На 12 март 1911 година се освещава дружественото знаме, когато председател на организацията е Мустрев. Впоследствие е върнат на служба в Охрид, откъдето бяга през Междусъюзническата война в Свободна България. Според Вида Боева, той заедно с вуйчо си, главния свещеник Георги Бъндев, уредник на черквата „Свети Климент“, тайно пренасят короната и жезъла на Свети Климент в България.
Работи и като учител в Бачковското свещеническо училище, където основава дружество, просъществуващо до 1929 година.
Става дякон в Одрин, а после свещеник във Видин. След това Йоаким Мустрев е изпратен от Българската екзархия за протойерей в българската църква „Свети Стефан“ в Цариград, където служи дълги години. Започва работа там през 1921 година. Споменат е като протойерей там в документи от 1933, 1934 и 1953 година. В 1938 година след скандал е пенсиониран и е изпратен в София. По-късно е върнат в 1945 година на мястото на свещеник Борис Астарджиев, който е екстерниран и на негово място може да бъде изпратен само Мустрев като турски поданик. В 1948 година Българската екзархия се опитва да го пенсионира отново, но Мустрев пише писмо до валията, в което се оплаква, че като турски поданик не бива да бъде сменян от български поданик, тъй като Екзархията иска на негово място да назначи Благой Чифлянов. Османските власти отхвърлят заместването с български поданик и оставят Мустрев на служба. Според Благой Чифлянов това ефективно унищожава самостоятелността на Българската екзархия в Цариград.
Йоаким Мустрев публикува редица статии в много български издания, сред които списание „Летоструй“, вестник „Македония“, вестник „Народен глас“ и други.
Умира на 12 януари 1963 година в Истанбул, където е погребан.